# Neck
Neck is een buurtschap en voormalig dorp in de plaats Wijdewormer, gemeente Wormerland en gelegen in de Nederlandse provincie Noord-Holland. De buurtschap heeft 995 inwoners (2019). Neck is gelegen in het uiterste noordoosten van de polder de Wijdewormer, ligt iets ten westen van de Purmerend. Formeel gezien is Neck een buurtschap en geen officiële plaats meer. De officiële plaats is Wijdewormer.

## Geschiedenis
Het oude dorp Neck was ooit een belangrijke vissersplaats aan de binnenzee "Wormer". Er zijn vermeldingen vanaf de middeleeuwen als het dorp "Nek". De geografische ligging op de kruising naar plaatsen zoals de Hoge heerlijkheid van Purmerend, Purmerland en Ilpendam en de Zaanstreek maakte het dorp belangrijk. Het vissersdorp was een schakel in de voedselvoorziening van Purmerend en voormalig kasteel slot Purmersteijn. Tijdens de Tachtigjarige Oorlog zouden de Hollanders ooit bij slecht weer voor anker zijn gegaan bij Neck, om zich voor te bereiden op strijd met de Spaanse troepen . Het rijke Amsterdamse regentengeslacht van Neck zou volgens de overlevering van Terpstra in Jacob van Neck, Amsterdams admiraal en regent (1950) haar oorsprong hebben in het dorp. In 1626 kwam de inpoldering van de Wormer. Er was een handelspost en bij "het Timmerhuijs" ter hoogte van Ringdijk 1 zou een schavot hebben gestaan. Bij de grens van het dorp is ook de Neckermolen gevestigd. De molen is rond 1631 gebouwd.

## Wonen
Buurtschap Neck is tegenwoordig een plaats waar langs de Noorderweg monumentale panden en grote vrijstaande villa's te vinden zijn. Daarnaast zijn er kleinere wijken uit de jaren 60 en kleinschalige nieuwbouwprojecten uit 2013 aan de Kuilweg en 2020 Neck-Zuid. Langs de ringdijk liggen woonboten.

## Recreatie en voorzieningen
Mario, restaurant van Mario Uva, en voorheen voorzien van een Michelinster is hier gevestigd. In de nabijheid van de Neckermolen en aan de Zwarteweg is een theetuin met appelboomgaard te vinden, die in de zomermaanden geopend is. Tevens is er een jachthaven met diverse vaarroutes naar grotere wateren. Nabij het dorpshuis is een openbare basisschool, sportzaal en kinderdagverblijf gevestigd. Bij het dorpshuis op het Wijdewormerplein staat een peilschaal die het NAP ten opzichte van het dorp aangeeft.

## Evenementen
Iedere zomer rond de maand augustus is er een feestweek met bijbehorende kermis, die nabij het dorpshuis plaatsvindt.

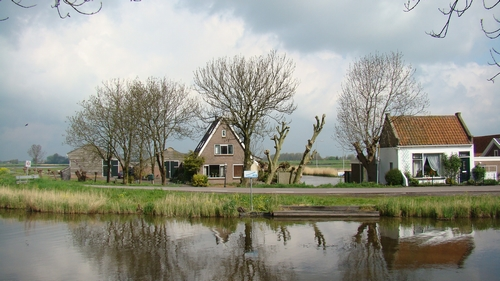
Een gedeelte van Neck

Dorpen: Jisp · Oostknollendam · Spijkerboor · Wijdewormer · Wormer

Buurtschappen: Bartelsluis · Engewormer · Neck

Voormalige gemeenten: Jisp · Wormer · Wijdewormer

Noord-Holland: Steden en dorpen in Noord-Holland      Nederland: Provincies · Gemeenten